# Iván Kovács
Iván Kovács (Budapest, 8 de febrero de 1970) es un deportista húngaro que compitió en esgrima, especialista en la modalidad de espada.
Participó en cinco Juegos Olímpicos de Verano, entre los años 1992 y 2008, obteniendo en total dos medallas de plata en la prueba por equipos, en Barcelona 1992 (junto con Krisztián Kulcsár, Ferenc Hegedűs, Ernő Kolczonay y Gábor Totola) y en Atenas 2004 (con Gábor Boczkó, Géza Imre y Krisztián Kulcsár).
Ganó seis medallas en el Campeonato Mundial de Esgrima entre los años 1991 y 2007, y nueve medallas en el Campeonato Europeo de Esgrima entre los años 1991 y 2008.

## Palmarés internacional
| Juegos Olímpicos   | Juegos Olímpicos          | Juegos Olímpicos  | Juegos Olímpicos   |
| Año                | Lugar                     | Medalla           | Prueba             |
| ------------------ | ------------------------- | ----------------- | ------------------ |
| 1992               | Barcelona (España)        | Medalla de plata  | Espada por equipos |
| 2004               | Atenas (Grecia)           | Medalla de plata  | Espada por equipos |
| Campeonato Mundial |                           |                   |                    |
| Año                | Lugar                     | Medalla           | Prueba             |
| 1991               | Budapest (Hungría)        | Medalla de bronce | Espada individual  |
| 1993               | Essen (Alemania)          | Medalla de bronce | Espada individual  |
| 1995               | La Haya (Países Bajos)    | Medalla de bronce | Espada por equipos |
| 1998               | La Chaux-de-Fonds (Suiza) | Medalla de oro    | Espada por equipos |
| 2001               | Nimes (Francia)           | Medalla de oro    | Espada por equipos |
| 2007               | San Petersburgo (Rusia)   | Medalla de bronce | Espada por equipos |
| Campeonato Europeo |                           |                   |                    |
| Año                | Lugar                     | Medalla           | Prueba             |
| 1991               | Viena (Austria)           | Medalla de oro    | Espada individual  |
| 1995               | Keszthely (Hungría)       | Medalla de plata  | Espada individual  |
| 1998               | Plovdiv (Bulgaria)        | Medalla de oro    | Espada por equipos |
| 2002               | Moscú (Rusia)             | Medalla de bronce | Espada individual  |
| 2005               | Zalaegerszeg (Hungría)    | Medalla de bronce | Espada por equipos |
| 2006               | Esmirna (Turquía)         | Medalla de oro    | Espada individual  |
| 2006               | Esmirna (Turquía)         | Medalla de oro    | Espada por equipos |
| 2007               | Gante (Bélgica)           | Medalla de oro    | Espada por equipos |
| 2008               | Kiev (Ucrania)            | Medalla de plata  | Espada por equipos |